# Condado de Bon Homme
El condado de Bon Homme (en inglés: Bon Homme County, South Dakota), fundado en 1862,  es uno de los 66 condados en el estado estadounidense de Dakota del Sur. En el 2000 el condado tenía una población de 7260 habitantes en una densidad poblacional de 5 personas por km². La sede del condado es Tyndall.

## Geografía
Según la Oficina del Censo, el condado tiene un área total de 1506 km² (581,5 mi²), de la cual 1459 km² (563,3 mi²) es tierra y 47 km² (18,1 mi²) es agua.

### Condados adyacentes
- Condado de Hutchinson - norte
- Condado de Yankton - este
- Condado de Knox - sur
- Condado de Charles - oeste

## Demografía
En el 2000 la renta per cápita promedia del condado era de $30 644, y el ingreso promedio para una familia era de $36 924. El ingreso per cápita para el condado era de $13 892. En 2000 los hombres tenían un ingreso per cápita de $24 303 versus $20 307 para las mujeres. Alrededor del 12.90% de la población estaba bajo el umbral de pobreza nacional.
| 1900   | 1910   | 1920   | 1930   | 1940   | 1950 | 1960 | 1970 | 1980 | 1990 | 2000 | Est. 2008 |
| ------ | ------ | ------ | ------ | ------ | ---- | ---- | ---- | ---- | ---- | ---- | --------- |
| 10 379 | 11 061 | 11 940 | 11 737 | 10 241 | 9440 | 9229 | 8577 | 8059 | 7089 | 7260 | 7079      |

## Ciudades y pueblos
- Avon
- Kingsburg
- Perkins
- Running Water
- Scotland
- Springfield
- Tabor
- Tyndall
- Northeast Bon Homme
- Northwest Bon Homme
- Southeast Bon Homme
- Southwest Bon Homme

## Mayores autopistas
| - Carretera de Dakota del Sur 25 - Carretera de Dakota del Sur 37 - Carretera de Dakota del Sur 46 - Carretera de Dakota del Sur 50 | - Carretera de Dakota del Sur 52 |